# David Estellis
David Estellis, né le 11 octobre 1982 à Petit-Goâve, en Haïti, connu sous le nom de David-B, est un compositeur, animateur et chanteur de la formation Steel Groove dans la région parisienne.

## Biographie
David-B, de son vrai nom David Estellis, est un chanteur, compositeur et animateur haïtien qui a vu le jour le 11 octobre 1982 à Petit-Goâve, en Haiti . L’actuel lead vocal du groupe Steel Groove, une formation musicale haïtienne basée en France. Il a vécu toute son enfance dans la cité Soulouquoise «Petit-Goave », province d’Haïti murie de troubadour, au sens haïtien du mot, de soirées et de cafés littéraires . Il fait ses études secondaires au Collège de Petit-Goâve. De son plus jeune âge, le  chanteur David B a intégré le groupe King Size en compagnie de quelques amis notamment, Black Makak, Black King . Par la suite, il a été promu chanteur de Pikliz, une formation musicale de compas qui évolue toujours dans la cité Soulouqouise . Peu de temps après , le jeune chanteur David B a intégré le groupe Sinic Mizik pour continuer son aventure d'artiste. En 2010, après le terrible tremblement de terre qui a frappé Haïti , le  chanteur arrive à s'immigrer en France afin de poursuivre son rêve.

## Histoire
Le chanteur du groupe Steel Groove est doté d’un talent d'une capacité d’improvisation. Fan lui-même de Réginald Cangé, David B est souvent comparé à ce chanteur haïtien considéré comme le plus grands des vocalises dans l'histoire de la musique Haïtienne. Invité au Dock Pullman avec la formation Klass le 09 novembre 2021 par le Maestro Ritchie, David a interprété er au côté de Pipo le tube à succès de DP EXPRESS, l’œuvre originale de Ti Manno DAVID. C'était Lors de ce grand événement nommé le bal de l’année devant une foule de plus de 3800 personnes. Ce jour-là le chanteur de petit Goâve a finalement volé la vedette de la soirée en seulement cinq minutes. Il a conquis le public et ce dernier fait le Buzz sur Internet, il n’a rien à se reprocher.

## Carrière de chanteur

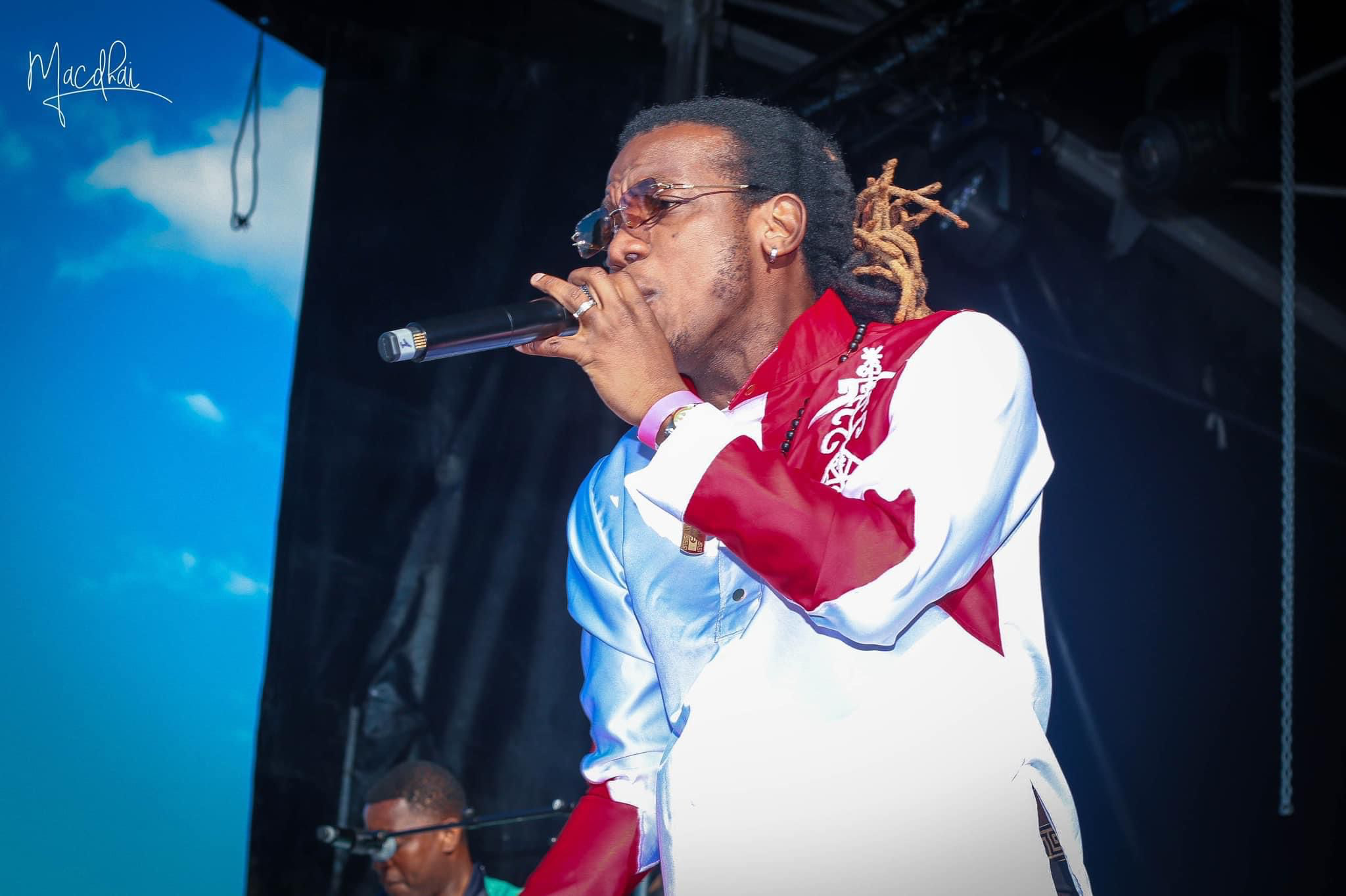
David Estellis

David B a commencé sa carrière en tant que chanteur dans l’assemblée Méthodiste de Petit-Goâve.Via un concours qui été organisé par Duperval Lebrun   à Petit-Goâve, David B s'est fait connaître en interprétant «all I want» de Alan Cave. Tout de suite après, il a intégrun on groupe musical King Size qui nous offre une tendance Rap in Rag.t . Après King Size , David B a intégré un autre groupe musical « Pikliz». Le chanteur David B suit toujours son parcours d’artiste. En 2007 , David B rentre à Port-au-Prince, capitale d’Haiti, sous la direction du  maire de petiit-Goave  Jean Limongy  qui croit que ce jeune prometteur peut  apporter une touche originale  avec sa voix pour la cité Soulouquoise, et estime  qu'il mérite une célébrité. Ainsi, il lui a confié à son Fils  Ralph Limongy «Roro» manager d’un Jazz communément appelé «Safe misik » pour une collaboration avec les producteurs. Avec la formation Safe Mizik, toujours en 2007 , le chanteur David-B a fait une performance en Musique en  Folie dans le paque historique de la canne a sucre , un évènement réalisé par la Unibank là où il a gagné toute  sa première confiance comme chanteur . Ça été  pour lui un succes. Après une belle  expérience avec  «Safe misik », le chanteur a intégré Bossa Combo et tout de suite après, Sinik Mizik, une formation musicale a port de paix l' a reçu. En 2010, après le terrible tremblement de terre qui a frappé Haïti, le chanteur s’est marié à une française et,  par la suite, il s’est immigré en France . Quelques années plus tard, David B a intégré la formation musicale Stell Groove dans la région parisienne. En dehors du compas , David-B  pratique en solo d’autres tendances musicales,  comme un style reggae très engagé et  « Pouki »  est une version originale qu’il a composé et c'est l'une des expressions de ses différents talents comme chanteur.

## Discographie
- SINIK MIZIK - CHIMEN PYEJE
- Domec Brusly X David B - Indecis
- My love (steel groove)
- Pa doute ( Steel Groove )
- Mèsi ( Steel Groove )
- Se Ou m'Vle ( Steel Groove )
- King Size Kanaval 2015 Yon Ti Nouvel
- Lajistis
- chay la lou
- David By DP Express Feat KLASS et David B Live @ Dock Pullman Paris 9 Novembre 2019
- INCROYAB - Steel Groove by Dj+® ketm-evenement.fr